# Hasseltse kerk
De Hasseltse kerk is een aan Onze Lieve Vrouw van de Rozenkrans gewijde neogotische kerk in de voormalige herdgang Hasselt in Tilburg Oud-Noord. Het gebouw is sinds 2005 in gebruik als wijkcentrum, genaamd De Poorten.

## Kerkgebouw
De Hasseltse kerk, ontworpen door architect Hubert de Beer, werd ingewijd in 1898. Bouwpastoor was Frans de Beer. De kerk werd noodzakelijk geacht om onderdak te geven aan het groeiend aantal gelovigen in de nieuwe parochie. Naast de kerk met pastorie verrees in 1901 de lagere jongensschool Sint Antonius.
Opvallend aan de Hasseltse kerk is het front met twee achthoekige torens. Daarnaast heeft de kruisbasiliek een vieringtoren. Vanaf deze toren kon door het uitsteken van een signaalvlag de Hasseltse schutterij, een stedelijke hulppolitie, worden gewaarschuwd.
Op 17 januari 1945 -Tilburg was reeds drie maanden bevrijd- bestookten de Duitsers vanuit Waspik de Hasseltse kerk omdat zij het (valse) gerucht hadden vernomen dat geallieerden zich in de kerk verschansten. Twee granaten belandden op straat en doodden in totaal dertien wijkbewoners. Op het kerkhof van de Hasselt werd in 1954 een gedenkmonument geplaatst.
Een markante pastoor van de Hasselt was Jan Tervooren, bijgenaamd Jan Fiets, omdat hij bij het afslaan niet zijn hand, maar een been uitstak. Aan hem is het Tilburgse gezegde ‘Gij slaot as de pastoor van de Hasselt' te danken.
In 1998 werd de Hasseltse kerk vanwege de algehele teruggang aan bezoekers onttrokken aan de eredienst. Jos Siemons was de laatste pastoor.

## Brand en herbestemming
In 1999 werden kerk en pastorie door het Bisdom Den Bosch verkocht aan de Tilburgse woningcorporatie Tiwos, met als opdracht van de gemeente het complex te ontwikkelen tot multifunctionele accommodatie. In afwachting hiervan huurde kunstenaarscollectief Quant van 2000 tot 2003 de gebouwen van Tiwos. Een van de activiteiten die zij organiseerde was een indoor skate-circuit.
In de avond van 10 juli 2003, kort na de start van de eerste verbouwingswerkzaamheden, vatte het dak van de kerk door onbekende oorzaak vlam en brandde volledig uit. Ook de torenspits werd hierbij verwoest. Aanvankelijk werd gevreesd dat vanwege instortingsgevaar totale sloop noodzakelijk zou zijn. Het kunstenaarscollectief vermoedde een typisch Tilburgs geval van 'in de brand, uit de brand'. Bij nader inzien bleek restauratie toch mogelijk, waarvoor wethouder Hamming zich sterk maakte. Door de brand vond de oplevering van het nieuwe wijkcentrum De Poorten niet in 2004 maar in 2005 plaats. De naam is gekozen door wijkbewoners en verwijst naar het kasteel van Tilburg. 
Binnen het kerkgebouw zijn vijf bouwlagen gerealiseerd, waarbij nieuwe vertrekken zijn ondergebracht als 'dozen', soms over meerdere bouwlagen, die zoveel mogelijk vrij zijn gebleven van de bestaande wanden, kolommen en gewelven. De invulling van het monumentale gebouw is hierdoor omkeerbaar. De accommodatie kreeg een nieuwe, open, stalen torenspits van 22 meter hoog, die savonds verlicht wordt.
Veel onderdelen van de voormalige kerk kregen een passende herbestemming. Een aantal interieurstukken zoals hoofd- en zijaltaren, preekstoel, biechtstoelen en banken zijn verhuisd naar de Martinuskerk in Sint-Oedenrode. Een communiebank uit 1902 met fraai houtsnijwerk is als altaar geplaatst in de Goirkese kerk te Tilburg. De oude torenspits met windhaan en een aantal beelden die voorheen de pui van de kerk sierden zijn geplaatst op de Hasseltse begraafplaats, achter het kerkgebouw. De grote luidklok, die door de brand naar beneden was gevallen, is binnen de accommodatie bewaard op de plek waar het neer kwam. Een kleinere klok werd in 2010 op het kerkhof bijgeplaatst ter herinnering aan de brand van 2003.

## Afbeeldingen

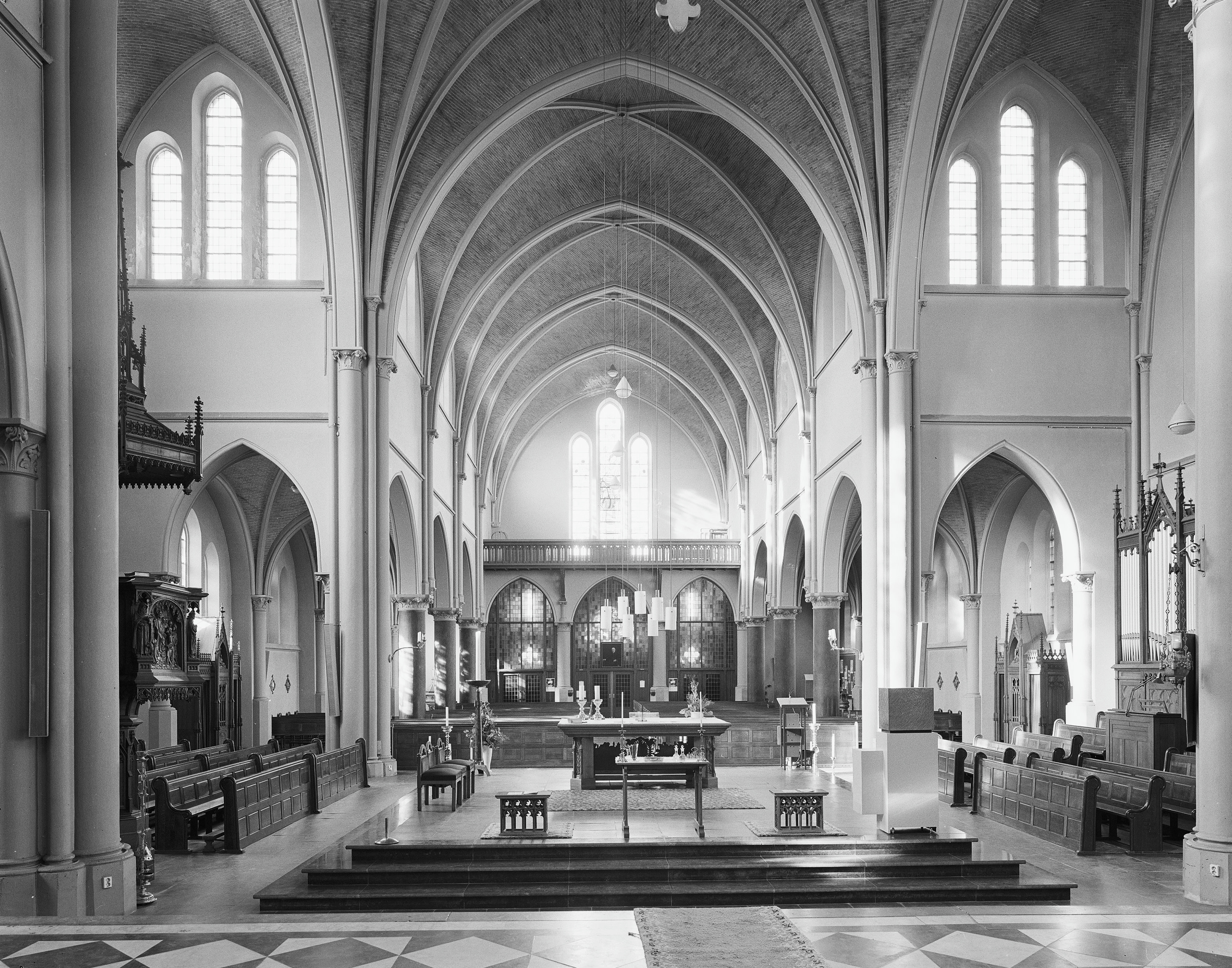
Interieur vanaf het koor richting het schip, 1996
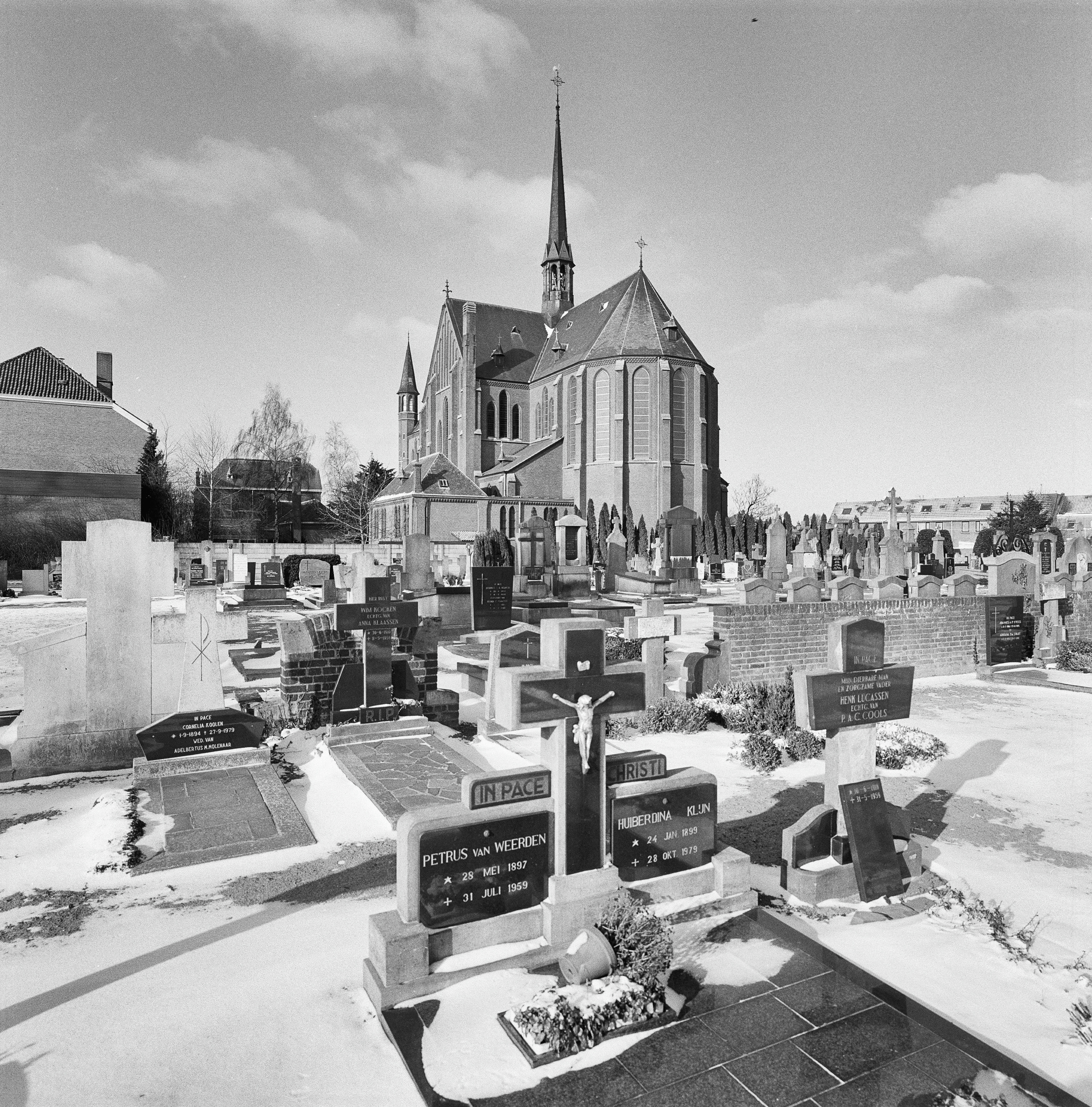
Overzichtsfoto richting het zuidoosten met begraafplaats, school en kerk, 1996
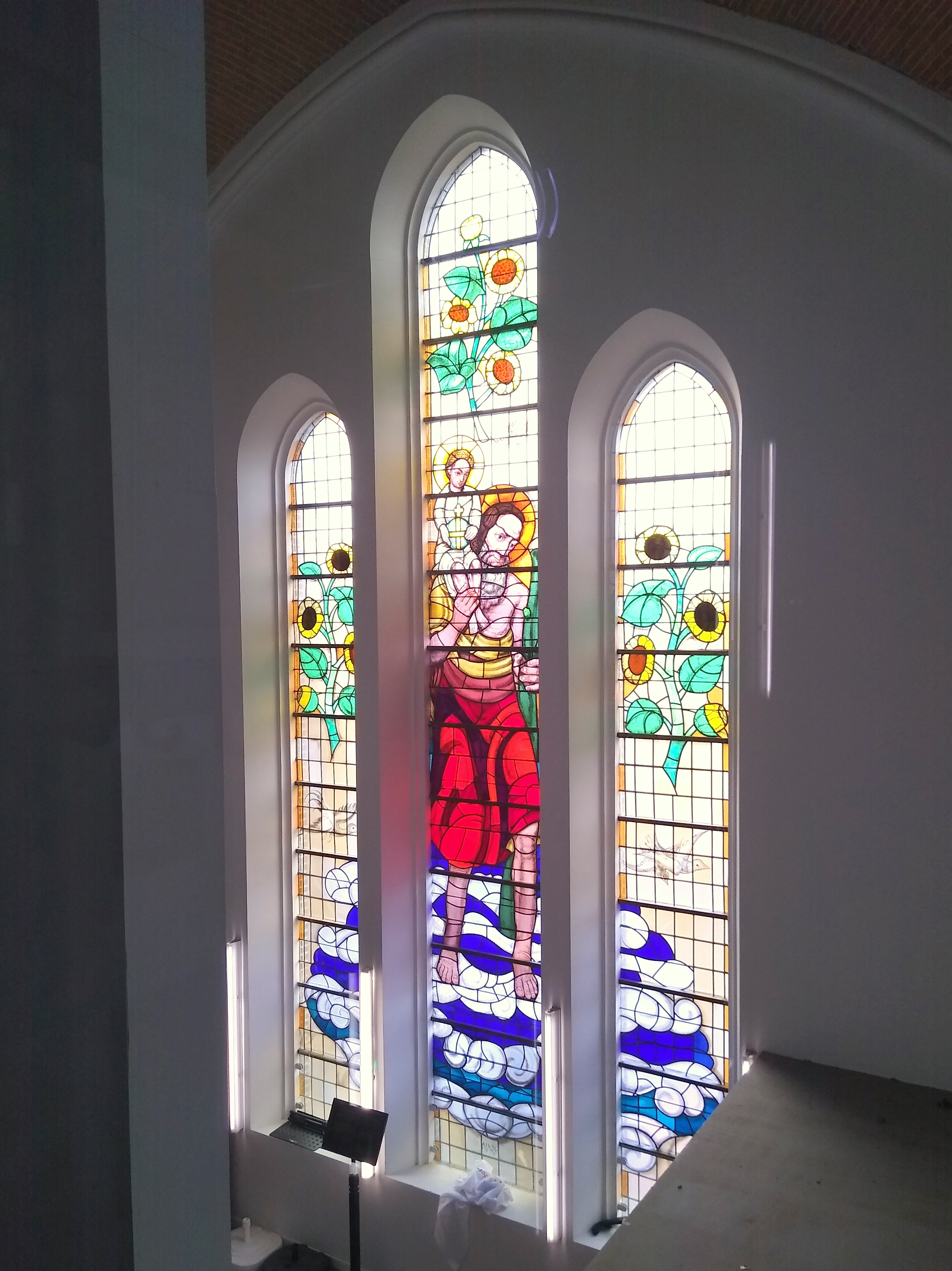
Glas-in-loodraam voorzijde Hasseltse kerk, Tilburg
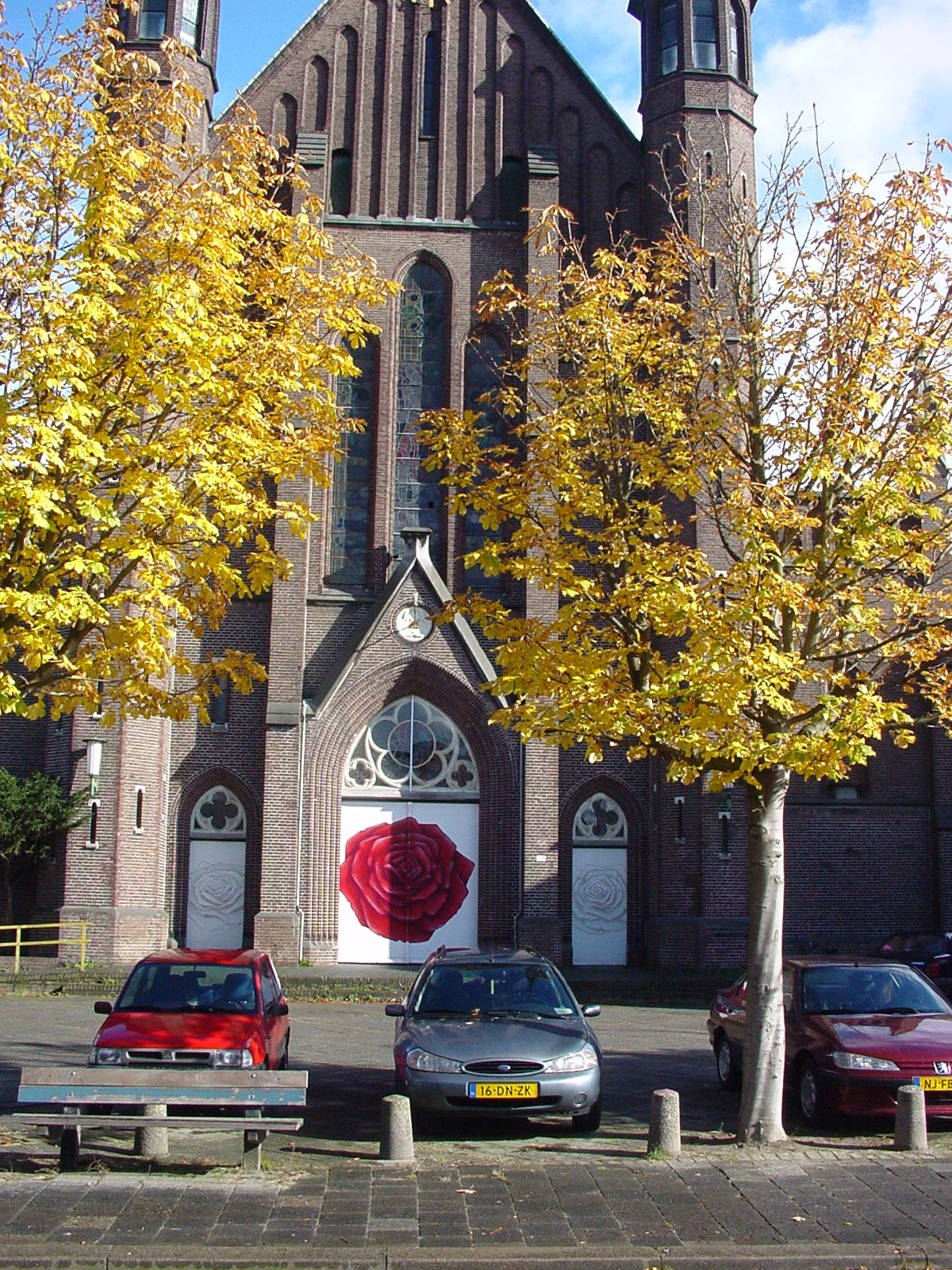
De entree (met roos) van het kerkgebouw in 2002
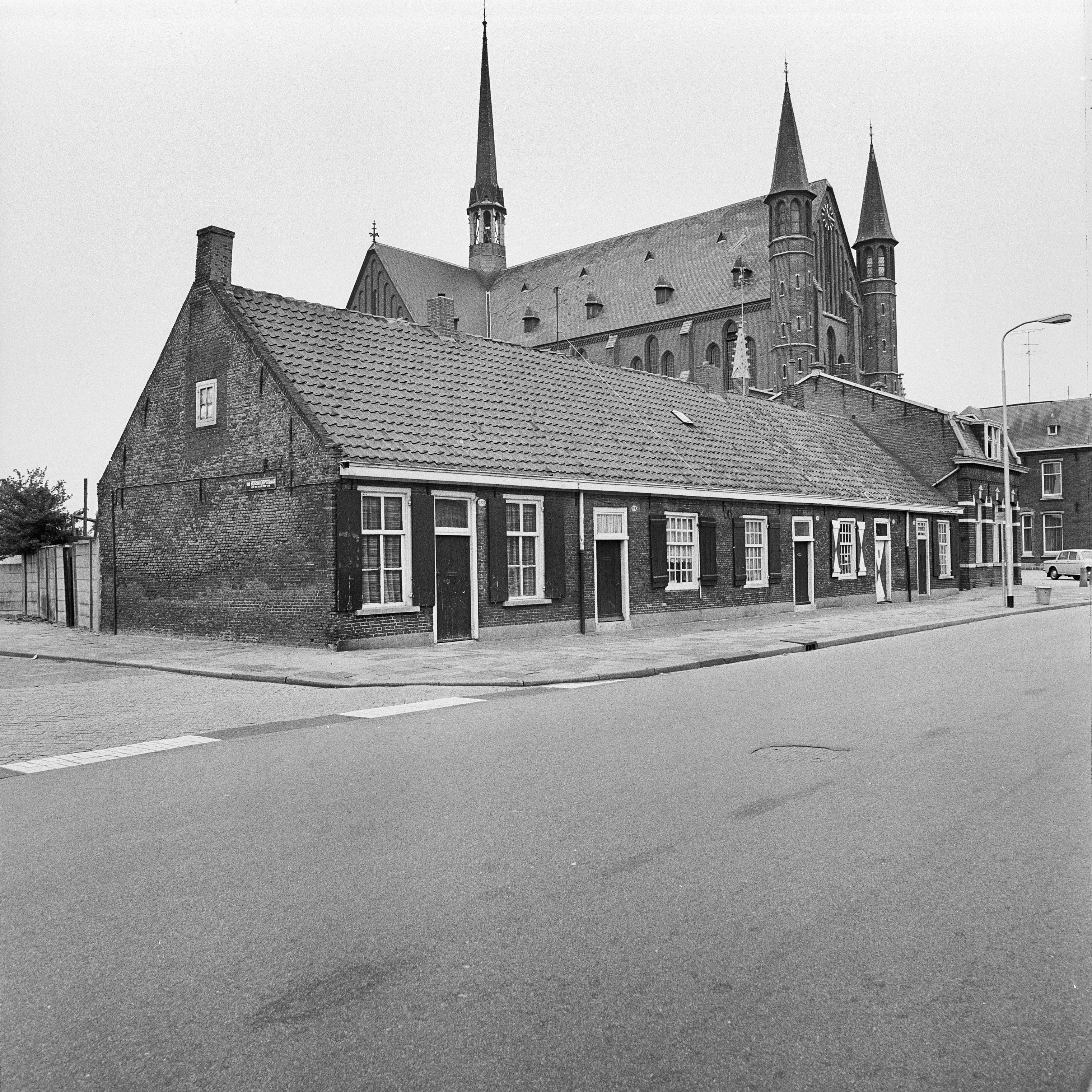
Linkerzijgevel van de kerk met wevershuisjes in 1972 (foto RCE)
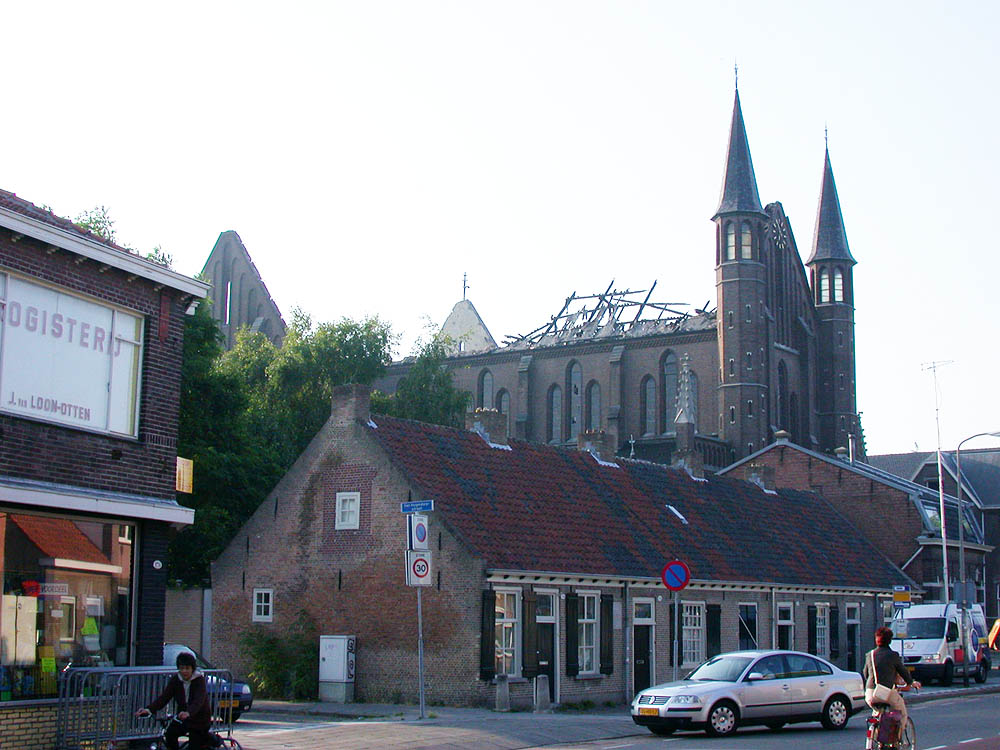
Het kerkgebouw de ochtend na de brand in 2003
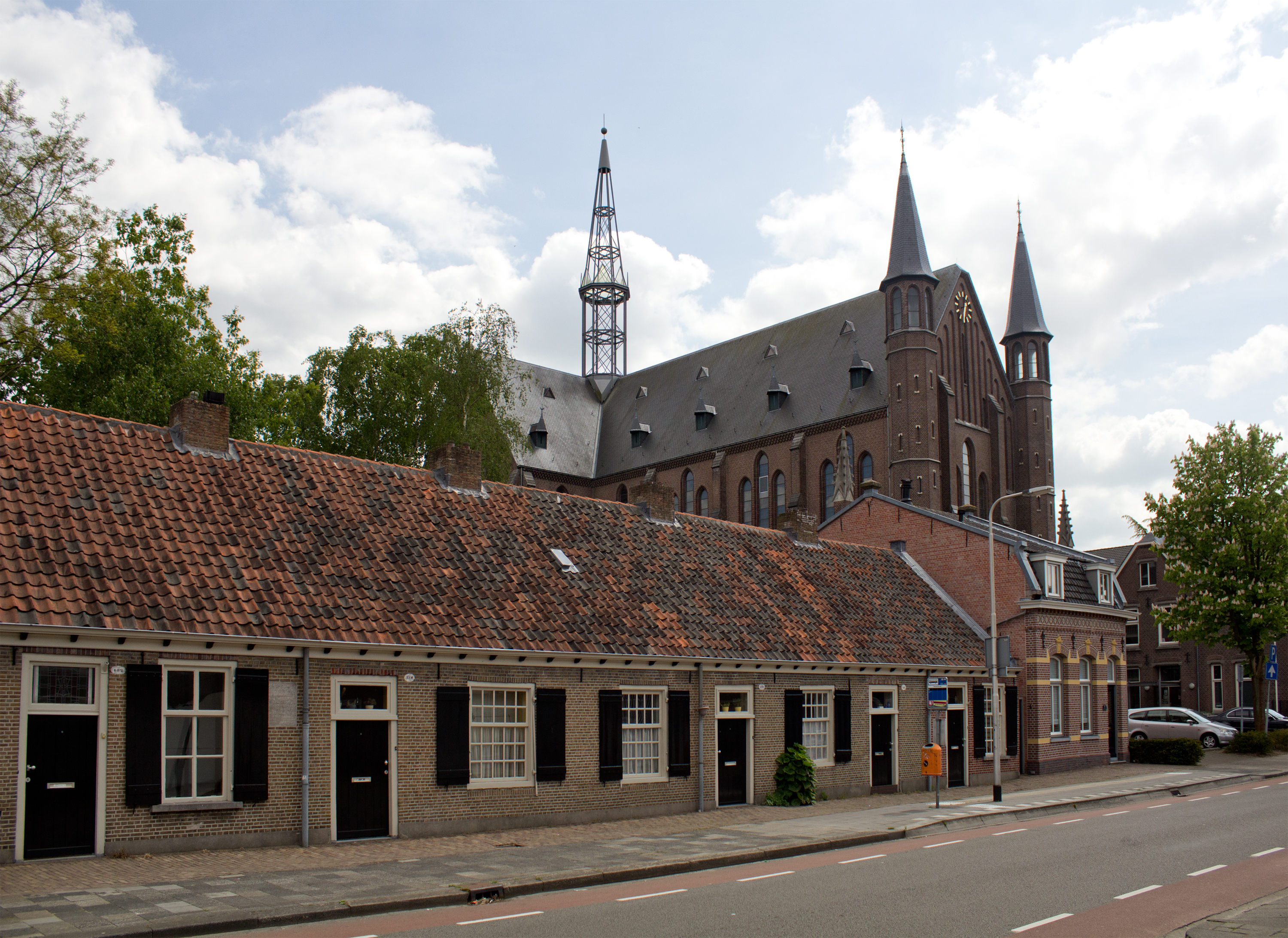
Het nieuwe wijkcentrum en (monumentale) wevershuisjes, Hasseltstraat, 2015
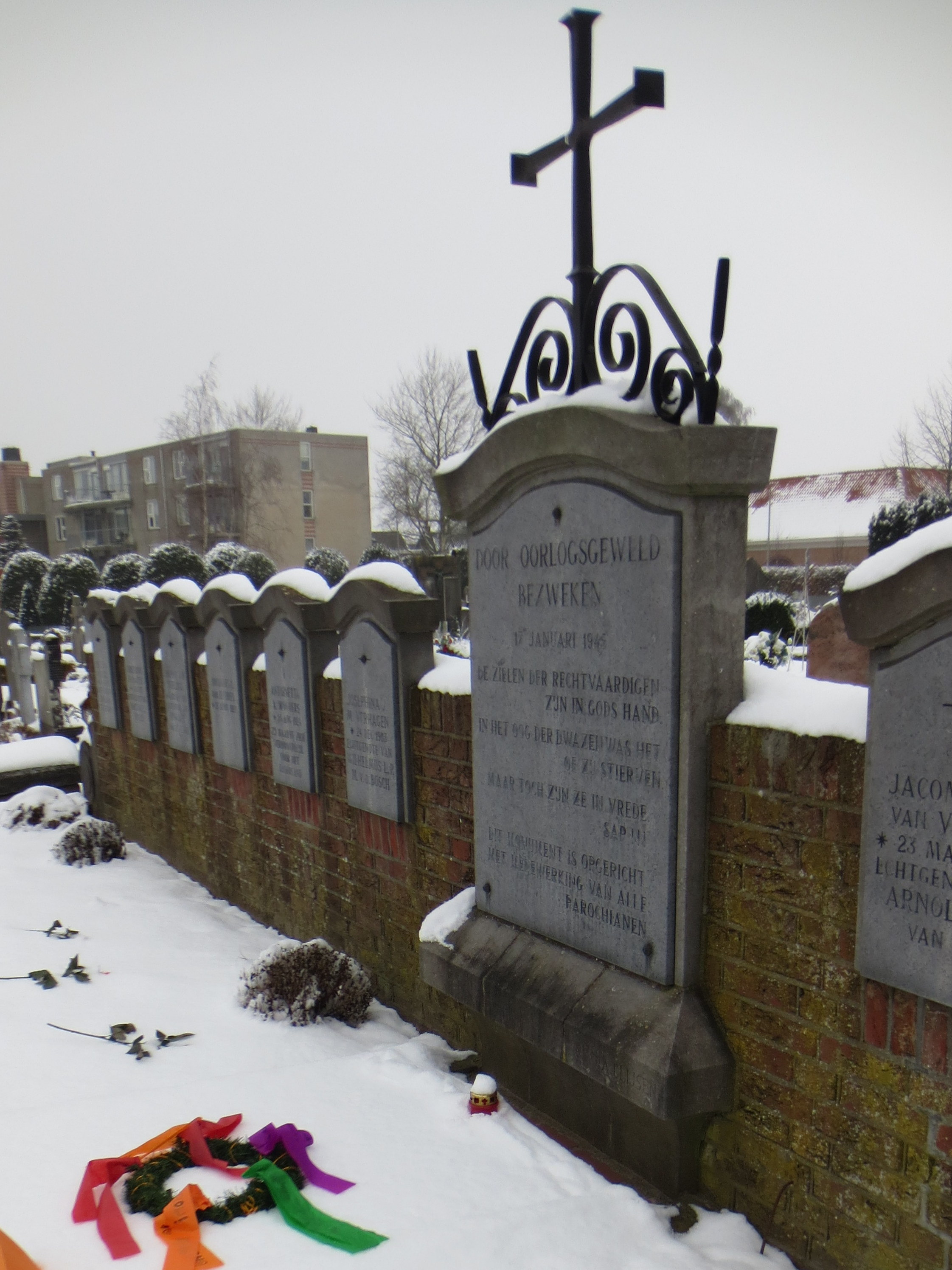
Herdenking in 2017 van de aanslag op de Hasselt in Tilburg (1945)
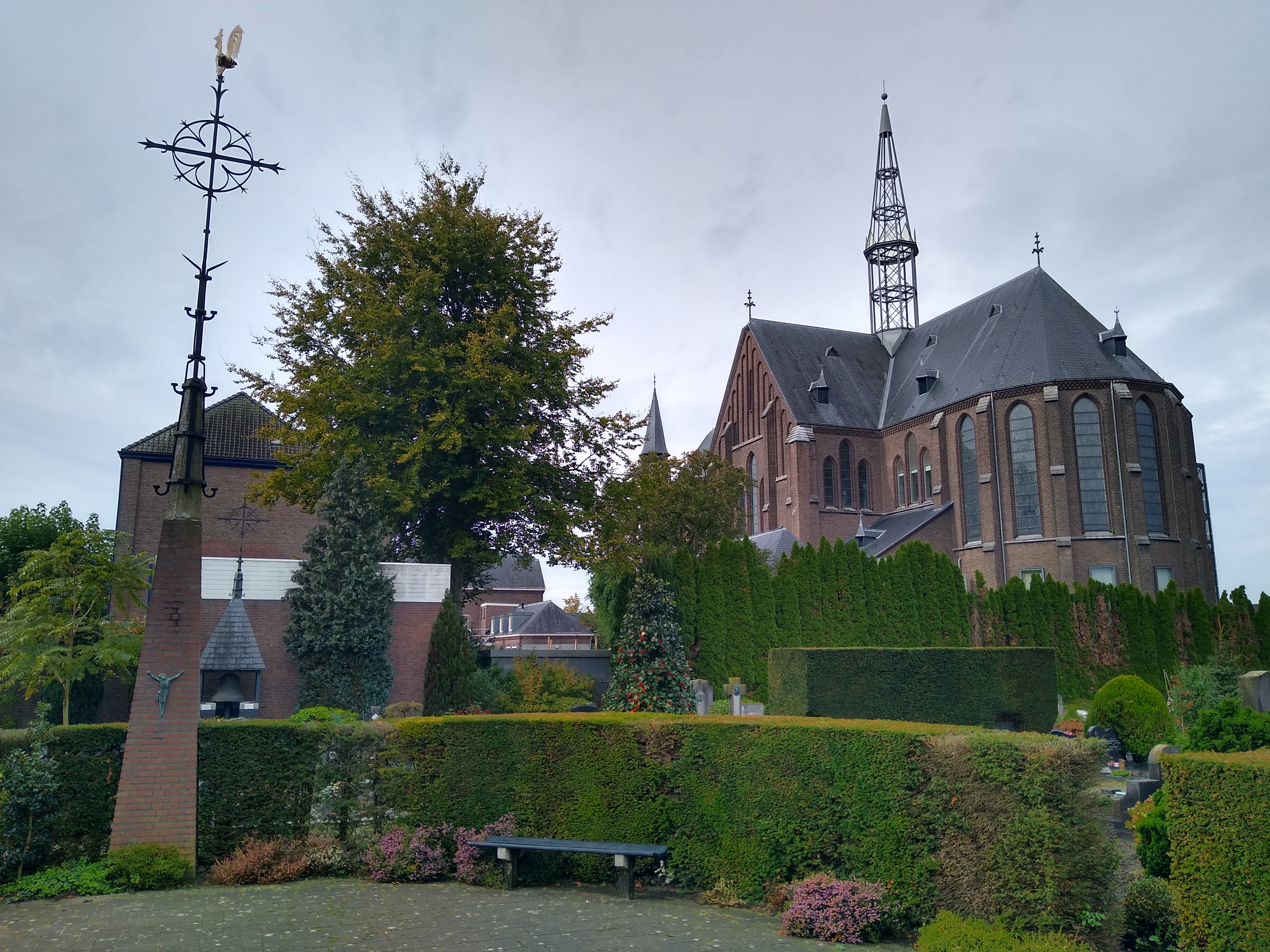
Torenspits voormalige Hasseltse kerk, foto 2023
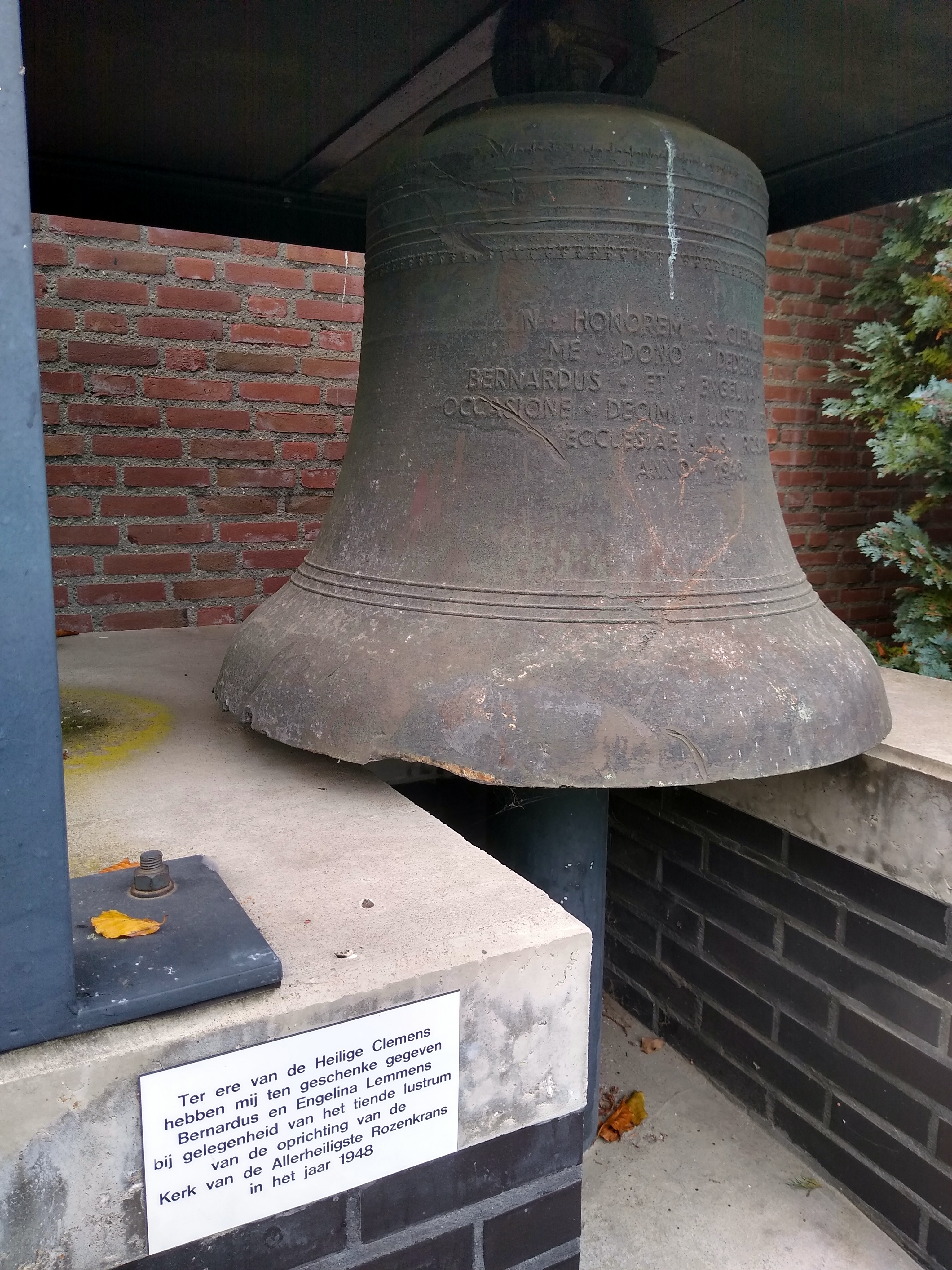
De Clemensklok uit 1948 op het kerkhof, foto 2023